# La Fresnais
Fresnais (bret. An Onneg) – miejscowość i gmina we Francji, w regionie Bretania, w departamencie Ille-et-Vilaine.
Według danych na rok 1990 gminę zamieszkiwało 1955 osób, a gęstość zaludnienia wynosiła 135 osób/km² (wśród 1269 gmin Bretanii Fresnais plasuje się na 323. miejscu pod względem liczby ludności, natomiast pod względem powierzchni na miejscu 686.).